# مات جيلكز
مات جيلكز (بالإنجليزية: Matt Gilks) (4 يونيو 1982 بروتشديل في المملكة المتحدة - ) هو لاعب كرة قدم بريطاني في مركز حراسة المرمى. شارك مع منتخب اسكتلندا لكرة القدم. أما مع النوادي، فقد لعب مع شروزبري تاون ونادي بلاكبول ونادي بيرنلي ونورويتش سيتي ونادي روتشديل.

## مسيرته الكروية
لعب مات جيلكز خلال مسيرته الاحترافية مع 10 أندية في ثلاثة وعشرون موسمًا ولم يسجل خلالها أي هدف ضمن 435 مباراة. ولم يفز بأي موسم بالكأس أو بالدوري.
خاض مات جيلكز مسيرته مع نادي روتشديل في موسم 2000–01 ليلعب معه سبعة مواسم، مشاركًا في 176 مباراة ولم يسجل أي هدف. ثم انتقل إلى نادي نورويتش سيتي في موسم 2007–08 لمدة موسم واحد، حيث لم يشارك في أي مباراة ولم يسجل أي هدف أيضًا. لينتقل بعدها إلى نادي شروزبري تاون في موسم 2008–09 لمدة موسم واحد، مشاركًا في 4 مباريات ولم يسجل أي هدف أيضًا. ثم انتقل إلى نادي بلاكبول في موسم 2009–10 ليلعب معه خمسة مواسم، مشاركًا في 182 مباراة ولم يسجل أي هدف أيضًا. هذا وانتقل لاحقًا إلى نادي بيرنلي في موسم 2014–15 ولمدة موسمين، لم يشارك في أي مباراة ولم يسجل أي هدف أيضًا. ثم انتقل بعدها إلى نادي ويغان أتلتيك في موسم 2016–17 لمدة موسم واحد، مشاركًا في 14 مباراة ولم يسجل أي هدف أيضًا. ليعود وينتقل من جديد، لكن هذه المرة إلى نادي سكونثورب يونايتد في موسم 2017–18 ولمدة موسمين، مشاركًا في 42 مباراة ولم يسجل أي هدف أيضًا. لينتقل بعدها إلى نادي لينكولن سيتي في موسم 2018–19 لمدة موسم واحد، مشاركًا في 12 مباراة ولم يسجل أي هدف أيضًا. ثم لعب في فليتوود تاون في موسم 2019–20 لمدة موسم واحد، مشاركًا في 5 مباريات ولم يسجل أي هدف أيضًا.

## وصلات خارجية
- مات جيلكز على موقع قاعدة بيانات كرة القدم.إي يو (الإنجليزية)
- مات جيلكز على موقع ناشيونال فوتبول تيمز (الإنجليزية)
- مات جيلكز على موقع Soccerbase.com (لاعب) (الإنجليزية)
- مات جيلكز على موقع Soccerway.com (الإنجليزية)
- مات جيلكز على موقع عالم كرة القدم.نت (الإنجليزية)
- مات جيلكز على موقع AS.com (الإسبانية)